# Rated R (album av Rihanna)
Rated R är Rihannas fjärde studioalbum, utgivet den 20 november 2009. Albumet släpptes i två olika versioner en, som är censurerad den heter "Rated R" och en som är ocensurerad och heter "Rated R Explicit".

## Låtlista
1. Mad House (Mekeba Riddick, Will Kennard, Saul Milton, Rihanna) - 1:34
2. Wait Your Turn (James Fauntleroy II, M.S. Eriksen, T.E. Hermansen, Will Kennard, Saul Milton, T. Tendayi, Rihanna) - 3:46
3. Hard med Jeezy (Terius Nash, Christopher Stewart, Rihanna, Jay Jenkins) - 4:10
4. Stupid In Love (Shaffer Smith, M.S. Eriksen, T.E. Hermansen) - 4:01
5. Rockstar 101 med Slash (Terius Nash, Christopher Stewart, Rihanna) - 3:58
6. Russian Roulette (Shaffer Smith, Rihanna) - 3:47
7. Fire Bomb (James Fauntleroy II, Brian Kennedy, Rihanna) - 4:17
8. Rude Boy (M.S. Eriksen, T.E. Hermansen, Ester Dean, Mekeba Riddick, Robert Swire, Rihanna) - 3:42
9. Photographs med Will.i.am (William Adams, Clyde McKnight, Michael McHenry, Allan Pineda) - 4:46
10. G4L (Will Kennard, Saul Milton, James Fauntleroy II, Rihanna) - 3:59
11. Te Amo (M.S. Eriksen, T.E. Hermansen, James Fauntleroy II, Rihanna) - 3:28
12. Cold Case Love (Justin Timberlake, Robert Tadross, James Fauntleroy II) - 6:04
13. The Last Song (James Fauntleroy II, Brian Kennedy, Ben Harrison, Rihanna) - 4:16
14. Russian Roulette (Donni Hotwheel Remix) (bonuslåt endast på Nokia Comes With Music) (Shafer Smith, Rihanna) - 3:02
15. Hole In My Head med Justin Timberlake (bonuslåt endast på Nokia Comes With Music) (Fauntleroy II, Rihanna, Timberlake) - 4:06

## Singlar
- Russian Roulette - 26 oktober 2009
- Wait Your Turn - 13 november 2009
- Hard med Jeezy - 15 december 2009
- Rude Boy - 9 februari 2010
- Rockstar 101 med Slash - 18 maj 2010
- Te Amo - 28 maj 2010